# 圣但尼德茹埃
圣但尼德茹埃（法語：Saint-Denis-de-Jouhet，法語發音：[sɛ̃ dəni də ʒu.ɛ] ⓘ）是法国安德尔省的一个市镇，位于该省东南部，属于拉沙特尔区。

## 地理
圣但尼德茹埃（46°31'50"N, 1°52'7"E）面积43.48 平方千米，位于法国中央-卢瓦尔河谷大区安德尔省，该省份为法国中部省份，北起卢瓦-谢尔省，西北接安德尔-卢瓦尔省，西南接维埃纳省，南至克勒兹省和上维埃纳省，东临谢尔省。
与圣但尼德茹埃接壤的市镇（或旧市镇、城区）包括：拉比克塞雷特、沙西尼奥勒、克吕、沃夫尔河畔克罗宗、富日罗勒、穆埃尔、讷维圣塞皮尔克。

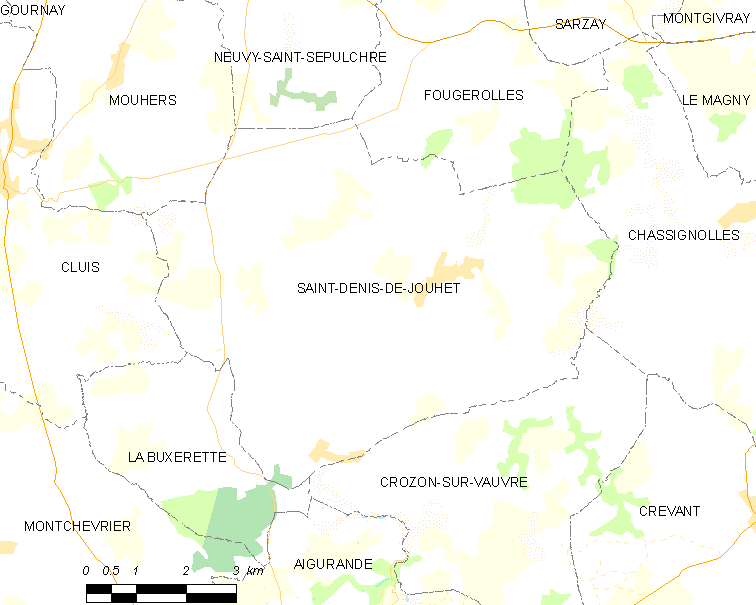
圣但尼德茹埃的OSM定位图

圣但尼德茹埃的时区为UTC+01:00、UTC+02:00（夏令时）。

## 行政
圣但尼德茹埃的邮政编码为36230，INSEE市镇编码为36189。

## 政治
圣但尼德茹埃所属的省级选区为讷维圣塞皮尔克县。

## 人口

1962-2008年间圣但尼德茹埃人口变化图示

圣但尼德茹埃于2022年1月1日时的人口数量为969人。